# В'єнгсай
В'єнгсай — один з районів (лаос. ເມືອງ муанг) провінції Хуапхан, Лаос.